# Contea di Lucas (Iowa)
La contea di Lucas (in inglese Lucas County) è una contea dello Stato dell'Iowa, negli Stati Uniti. La popolazione al censimento del 2000 era di 9 422 abitanti. Il capoluogo di contea è Chariton.